# Ryohei Torigai
Ryohei Torigai (japanisch 鳥飼 椋平 Torigai Ryohei; * 22. Mai 2000 in der Präfektur Osaka) ist ein japanischer Fußballspieler.

## Karriere
Ryohei Torigai erlernte das Fußballspielen in der Universitätsmannschaft der Risshō-Universität. Seinen ersten Vertrag unterschrieb er am 1. Februar 2023 bei Kamatamare Sanuki. Der Verein aus Takamatsu, einer Stadt in der Präfektur Kagawa, spielt in der dritten japanischen Liga. Sein Drittligadebüt gab Ryohei Torigai am 5. März 2023 (1. Spieltag) im Heimspiel gegen Azul Claro Numazu. Bei dem 1:0-Erfolg stand er in der Startelf und wurde in der 86. Minute gegen Takuma Gotō ausgewechselt.